# Paola Perego
Paola Perego (Monza, 17 aprile 1966) è una conduttrice televisiva, imprenditrice, conduttrice radiofonica ed ex modella italiana.

## Biografia

### 1982-1983: gli esordi ad Antenna 3 Lombardia
Nata a Monza da Alice e Pietro Perego (falegname scomparso nel 2020 per COVID-19), e cresciuta a Brugherio, Paola Perego si trasferisce a Milano per lavorare come modella, esordendo nel mondo dello spettacolo ancora sedicenne. Il debutto televisivo arriva nel 1983 quando viene scelta da Antenna 3 Lombardia per affiancare i comici Ric e Gian in Ric e Gian graffiti e Teo Teocoli in Il Guazzabuglio.

### 1984-1990: il passaggio e la gavetta in Fininvest
Nel 1984 passa alla Fininvest ed esordisce su Italia 1 al fianco di Marco Columbro alla guida del gioco a quiz Autostop. Nello stesso anno prende parte con ruoli minori a numerose rubriche sportive come Record e SuperRecord, entrambe in onda su Canale 5 con la conduzione di Cesare Cadeo, e Grand Prix, condotta da Andrea de Adamich su Italia 1. Tra il 1985 e il 1989 si alterna con altre ragazze nel ruolo di valletta del quiz del mattino di Canale 5 Tuttinfamiglia. Nel 1985 è inoltre una delle ragazze abbinate ai segni zodiacali del quiz di Italia 1 Zodiaco, mentre nel 1986, sempre per la rete giovane della Fininvest prende parte allo show musicale Azzurro. Nel biennio 1985/1986 svolge inoltre il ruolo di annunciatrice, alternandosi con altre colleghe negli annunci di Canale 5 e Italia 1. Nell'autunno del 1986 è una delle ragazze d'oro dello show del sabato sera di Canale 5 Premiatissima. Successivamente prende parte alle rubriche American Ball e Cadillac, mentre nella stagione 1989/1990 è nel cast del programma sportivo di Italia 1 Calciomania.

### 1991-1997: il debutto come conduttrice a Telemontecarlo e in Rai
Nel 1991 la Perego passa a Telemontecarlo dove conduce con Remo Girone il programma Settimo squillo, e dall'8 aprile 1991 Quando c'è la salute, programma di medicina realizzato in collaborazione con il Corriere Salute, in onda in prima serata per 13 settimane. Nella stagione 1991/1992 torna al timone della rubrica di medicina, questa volta condividendo la conduzione con Tiberio Timperi. Nella stagione 1992/1993 passa a Rai 2 dove dal 1º ottobre conduce insieme ad Alessandro Cecchi Paone il contenitore del weekend Mattina 2, ideato da Michele Guardì. Nell'autunno del 1992 è inoltre l'inviata dal centralone di Miss Italia, mentre a a febbraio 1993 è inviata dalla giuria demoscopica di Firenze per il Festival di Sanremo.
La stagione successiva, sempre in coppia con Cecchi Paone, conduce un'edizione rinnovata di Mattina 2 dal titolo Mattina in famiglia e i due nuovi spin off intitolati Mezzogiorno In famiglia e Pomeriggio in famiglia.. Il 6 gennaio ricopre il ruolo di inviata speciale di Scommettiamo che...?, curando una scommessa realizzata all'interno dello studio 4 del Centro di produzione Rai del Nomentano, studio dove vengono realizzati i programmi della serie In famiglia, nei quali è confermata anche nelle stagioni 1994/1995 e 1995/1996, questa volta al fianco di Massimo Giletti. A febbraio del 1995 cura per la seconda volta i collegamenti con le giurie demoscopiche del Festival di Sanremo. Il 27 ottobre 1995, nella sala Nervi in Vaticano alla presenza di Papa Wojtyla conduce insieme a Piero Schiavazzi in mondovisione su Rai 1 il concerto L'amore più grande. Venerdì 31 maggio 1996, nel corso di una giornata monotematica dedicata al cibo proposta da Rai 2 dal titolo Dacci il pane quotidiano, ricopre il ruolo di inviata speciale di Cibolandia - Ovvero la storia della tavola tra ricchi e poveri, un programma di Claudio Ferretti e Umberto Broccoli. Il 12 giugno in diretta dalla piazza del Campidoglio di Roma conduce al fianco di Mauro Serio in prima serata su Rai 1 Angeli sotto le stelle, un galà di beneficenza in favore dell'AIl - Associazione italiana contro le leucemie.
Nell'estate dello stesso anno conduce insieme a Paolo Bonolis il Festival di Castrocaro, mentre la sera del 17 luglio torna eccezionalmente a ricoprire il ruolo di modella sfilando per Rocco Barocco nella serata di moda Donna sotto le stelle, in onda in prima serata su Canale 5. Dal 14 al 17 novembre è invece la padrona di casa al fianco di Cino Tortorella dell'edizione numero 39 de lo Zecchino d'Oro, in onda al pomeriggio su Rai 1. Martedì 3 dicembre approda su Rete 4, dove conduce in prima serata al fianco di Paolo Villaggio la serata Campioni del Circo - Gran Premio Internazionale 1996. Il 25 dicembre dall'Antoniano di Bologna conduce lo speciale Buon Natale a tutto il mondo, mentre il 26 dicembre è una delle protagoniste insieme ad altri personaggi di Un Natale Italiano, il primo festival della canzone natalizia, in onda su Canale 5 al pomeriggio con la conduzione di Amadeus e Paola Saluzzi. Il 31 dicembre infine è una delle numerose conduttrici de la Giostra di Capodanno, lo speciale ideato da Renzo Arbore in onda su Rai International.
A gennaio del 1997 torna a Canale 5 dove cura per alcuni mesi lo spazio promozionale Aspettando Beautiful. A maggio dello stesso anno prosegue la collaborazione con l'Antoniano di Bologna conducendo in prima serata su Rai 1 lo speciale La festa della mamma. Il 21 giugno, sempre su Rai1, dall'Auditorium dell'accademia nazionale di Santa Cecilia in Roma, presenta il Concerto della banda della Guardia di Finanza mentre il 9 settembre conduce in seconda serata su Rai 1 la prima serata della kermesse Napoli prima e dopo.

### 1997-2003: l'affermazione a Mediaset
Nel 1997 approda in pianta stabile a Mediaset per sostituire Rita dalla Chiesa alla conduzione di Forum, programma che in questa stagione lascia Canale 5 per occupare la fascia della tarda mattinata di Rete 4. Da febbraio 1998 è al timone anche della versione in prima serata intitolata Forum di sera, in onda in diretta dal Teatro Orione di Roma. A maggio del 1998 conduce insieme ad Annalisa Manduca la manifestazione di solidarietà Tennis per amore in onda su Canale 5, mentre il 4 giugno dello stesso anno, affiancata da Gino Cogliandro e Sara Ventura, conduce da Sestri levante lo speciale Sogno Italiano, serata conclusiva del XXXI Premio Andersen. L'11 settembre è la padrona di casa del Galà di Forum, una prima serata speciale nel quale si festeggia il successo del tribunale televisivo e si anticipano le novità della nuova edizione in partenza il 14 settembre. Da marzo 1999 torna alla guida di una nuova edizione di Forum di Sera, mentre dal 28 giugno per 30 appuntamenti propone il meglio dell'edizione di Forum appena conclusa all'interno di Forum Estate.
Nell'autunno del 1999 torna con successo per il terzo anno alla guida del legal show. La sera del 26 dicembre conduce in prima serata su Canale 5 lo speciale Canzoni sotto l'albero, mentre l'8 febbraio 2000 dal Teatro Ponchielli di Cremona presenta la serata Questione di feeling, uno speciale di San Valentino in onda su Rete 4 dedicato ai mille aspetti dell'amore e della seduzione. Nella stagione 2000/2001 torna per il quarto anno alla conduzione di Forum e per la seconda volta è la presentatrice dello speciale natalizio di Canale 5 Canzoni sotto l'albero. Nel giugno del 2001 conduce per cinque settimane al sabato pomeriggio su Rete 4 il quiz Salto nel buio. A settembre dello stesso anno conduce per il quinto anno consecutivo Forum, mentre a dicembre, sempre su Rete 4 propone la puntata pilota del talk show I sette vizi capitali, del quale viene poi realizzata un'edizione in 6 puntate in onda da febbraio 2002. Nella stagione 2002/2003 torna per il sesto ed ultimo anno alla conduzione di Forum. Il 30 giugno 2003 conclude il suo impegno con le reti Mediaset conducendo in prima serata su Rete 4 la serata Sfilata d'amore e moda.

### 2003-2005: il biennio in Rai
Nell'estate 2003, lasciata la conduzione di Forum, conduce il Festival di Castrocaro Terme su Rai 1 e da settembre sostituisce Alda D'Eusanio alla guida di Al posto tuo, programma pomeridiano di Rai 2 al timone del quale rimane fino a giugno 2005. A gennaio 2004 prende con successo il posto di Amanda Lear alla conduzione del reality La talpa, in onda in prima serata sempre su Rai 2. A marzo dello stesso anno conduce dal teatro Politeama di Lecce la XXIX edizione del Valentino d'Oro in onda su Rai 2. Nell'estate del 2004 conduce su Rai 1 una nuova edizione del Festival di Castrocaro Terme e lo speciale Sanremo estate, e su Rai 2 lo show La notte delle sirene.

### 2005-2010: il successo a Mediaset
Nell'autunno 2005 torna a Mediaset dove conduce la seconda edizione de La talpa, reality show traslocato anch'esso dalla Rai a Mediaset, con successo su Italia 1. Dal 9 gennaio 2006 è la nuova conduttrice del rotocalco televisivo del TG5 Verissimo. In seguito a diverse proteste da parte della testata di Canale 5 riguardanti la decisione di affidare la conduzione del programma a una conduttrice invece che a un giornalista, il programma passa sotto la responsabilità della testata Videonews. Nella stagione 2006/2007 approda con successo alla conduzione dello storico contenitore domenicale Buona Domenica, esperienza che ripete anche nella stagione successiva. A giugno del 2008 conduce in prima serata su Italia 1 il pilot Il momento della verità.
Nella stagione 2008/2009 conduce il nuovo programma della domenica pomeriggio di Canale 5 Questa domenica e la terza edizione del reality show La talpa in onda su Italia 1. Il 31 dicembre 2008 accompagna il pubblico di Canale 5 verso il nuovo anno con lo spettacolo Questo Capodanno. Dall'8 marzo al 19 aprile 2009 torna in prima serata su Canale 5 con la quarta edizione del reality show La fattoria ambientata in Brasile. Nella stagione 2009/2010 lavora al reality show La Tribù - Missione India, che però a pochi giorni dalla partenza su Canale 5 viene sospeso per problemi di produzione. Torna in video nel marzo 2010 conducendo in prima serata su Canale 5 Lo show dei record. Nel giugno del 2010 presenta i Wind Music Awards su Italia 1, programma musicale registrato all'Arena di Verona. A settembre dello stesso anno appare nel ruolo di una famosa conduttrice che viene assassinata in una puntata della fiction di Canale 5  Distretto di Polizia 10.

### 2010-2020: il ritorno in Rai
Nella stagione 2010/2011 conduce il nuovo salotto televisivo del primo pomeriggio di Rai 1, Se... a casa di Paola. Dopo sette mesi di assenza dagli schermi televisivi, periodo durante il quale sposa Lucio Presta, dal 13 gennaio al 2 marzo 2012 conduce, in prima serata su Rai 1, la seconda edizione di Attenti a quei due - La sfida. Il 25 maggio dello stesso anno, nonostante il contratto in esclusiva con la Rai, è protagonista su Canale 5 del film per la televisione L'una e l'altra con Barbara De Rossi e Christopher Lambert (film girato nell'estate 2011). Tra dicembre 2012 e gennaio 2013 è la padrona di casa della prima edizione di Rai 1 Superbrain - Le supermenti, mentre il 12 aprile 2013 conduce la puntata pilota di Eroi di tutti i giorni, nuovo programma della prima serata di Rai 1. Nella stagione 2013/2014 conduce insieme a Franco Di Mare il programma pomeridiano di Rai 1 La vita in diretta e lo spin-off che fa da anteprima dal titolo Italia in diretta. Nel dicembre 2013 conduce inoltre la seconda edizione di Superbrain - Le supermenti nel sabato sera di Rai 1.
Nella stagione 2014/2015 conduce insieme a Pino Insegno la 39ª edizione di Domenica in e, dal 15 dicembre al 10 gennaio, insieme ad Albano Carrisi, seconda edizione di Così lontani così vicini, entrambi in onda su Rai 1. Il 10 luglio 2015 è la conduttrice della puntata numero 28 della quarta stagione di Techetechete'. Nella stagione 2015/2016 conduce per il secondo anno Domenica in, questa volta insieme a Salvo Sottile. Dal 20 ottobre al 10 novembre torna inoltre in prima serata su Rai 1 con la nuova serie di puntate del programma Così lontani così vicini, seguita dal 19 dicembre al 16 gennaio dal nuovo programma di prima serata Il dono in onda sempre su Rai 1. Dal 10 settembre 2016 conduce su Rai 1 il programma Parliamone... sabato, in onda tutti i sabati fino al marzo 2017, quando viene soppresso per decisione della dirigenza Rai a causa di un servizio mandato in onda durante la puntata del 18 marzo, ritenuto lesivo della dignità delle donne.
Il 12 gennaio 2018, torna in televisione su Rai 1 con il programma Superbrain - Le supermenti. Nell'estate dello stesso anno conduce la 30ª edizione del Premio Bellisario in onda su Rai 2, e la prima stagione della trasmissione Non disturbare, in onda in seconda serata su Rai 1, dove da una stanza d'albergo intervista nel corso delle 6 puntate 12 donne famose. Nello stesso periodo esordisce su Rai Radio 2 conducendo il programma Al posto del Cuore, al fianco della scrittrice Laura Campiglio. A gennaio 2019 è ancora una volta la padrona di casa al venerdì sera su Rai 1 di Superbrain - Le supermenti. In estate conduce su Rai 1 la 31ª edizione del Premio Bellisario e la seconda stagione della trasmissione Non disturbare, entrambe in onda su Rai.

### 2020-in corso: i nuovi impegni in Rai
Nella stagione 2020/2021 torna in onda su Rai 2 con il talk show del sabato pomeriggio Il filo rosso. A settembre 2021 conduce su Rai 5 lo speciale Senato & Cultura - Musica sacra. Nella stagione 2021/2022 è la padrona di casa insieme a Simona Ventura del programma Citofonare Rai 2, in onda alla domenica per l'appunto sul secondo canale Rai. Nella stessa stagione conduce, sempre sulla stessa rete, gli speciali Senato & Cultura - Premio al Volontariato 2020-2021 e Le donne nei lager nazisti, e prosegue l'esperienza su Rai Radio 2 conducendo alla domenica la trasmissione Il momento migliore. Nella stagione 2022/2023 rinnova gli appuntamenti domenicali con Citofonare Rai 2 in tv, e Il momento migliore in radio.
A dicembre 2022 è una delle conduttrici della maratona televisiva Telethon. Nella stagione 2023/2024 torna per il terzo anno alla conduzione di Citofonare Rai 2, di cui è anche autrice, prende parte come concorrente allo show del sabato sera di Rai 1 Ballando con le stelle, e prosegue l'impegno su Rai Radio 2 con un nuovo programma domenicale dal titolo Touchè. A dicembre 2023 è inoltre per il secondo anno una delle conduttrici di Telethon. Per la stagione 2024/2025 è confermata alla guida di Citofonare Rai 2 e di Touchè.

## Vita privata
Il primo marito è stato il calciatore Andrea Carnevale, da lei conosciuto a metà degli anni ottanta: la coppia ha avuto due figli, ma nel 1997 lei ha chiesto il divorzio. Dopo dieci anni di fidanzamento, il 25 settembre 2011 si è sposata con il suo compagno e agente Lucio Presta. È nonna di due nipoti, figli di sua figlia. A inizio 2024 si è sottoposta a un intervento per rimuovere un tumore a un rene.

## Controversie
Il 28 gennaio 2015 fu depositata la sentenza n. 4158 della Cassazione con la quale Paola Perego «è stata condannata ai fini civili dalla Corte suprema di cassazione a risarcire i danni da diffamazione» a causa di un insulto da lei pronunciato a Verissimo durante la puntata del 16 maggio 2006, contro alcune persone a quel tempo sospettate e arrestate per un reato ma che in seguito sono state del tutto scagionate.
Nel marzo 2017 fu al centro di una polemica, dopo una grafica sulle "donne dell'Est" mostrata nel suo programma Parliamone... sabato, giudicata come sessista e che ha causato l'immediata chiusura della trasmissione. Pochi giorni dopo, la Perego si è difesa dalle accuse in un'intervista esclusiva a Le Iene, nel quale incolpa i vertici della Rai che avevano approvato la lista incriminata.
Nell'agosto 2018 fu al centro di numerose critiche per aver auspicato, nel programma Al Posto del Cuore (su Rai Radio 2), l'estinzione delle persone asessuali etichettandole come "malate" e "morbose".

## Altre attività
Paola Perego è socia di Arcobaleno Tre (agenzia del manager e marito Lucio Presta), di cui possiede una quota del 20% del capitale sociale. Dal 2007 la Perego è testimonial dell'AIRC, è testimonial con Gianluca Zambrotta dell'AISM e sostiene la Fism, l'associazione Donne oltre; dal 2012 la Perego è testimonial per Brianza per il cuore. Il 12 maggio 2020 è uscito il suo libro, intitolato Dietro le quinte delle mie paure. Come gli attacchi di panico mi hanno cambiato la vita.

## Programmi televisivi
- Ric e Gian graffiti (Antenna 3, 1983)
- Il guazzabuglio (Antenna 3, 1983)
- Autostop (Italia 1, 1984)
- Record (Canale 5, 1984)
- SuperRecord (Canale 5, 1984)
- Gran Prix (Italia 1, 1984)
- Tuttinfamiglia (Canale 5, 1985-1986, 1987-1989)
- Zodiaco (Italia 1, 1985)
- Azzurro (Italia 1, 1986)
- Premiatissima (Canale 5, 1986)
- American Ball (Italia 1, 1987-1988)
- Cadillac (Canale 5, 1987)
- Calciomania (Italia 1, 1989-1990)
- Settimo squillo (Telemontecarlo, 1991)
- Quando c'è salute (Telemontecarlo, 1991-1992)
- Miss Italia (Rai 1, 1992) inviata
- Mattina 2 (Rai 2, 1992-1993)
- In famiglia (Rai 2, 1993-1996)
  -  Mattina in famiglia (Rai 2, 1993-1996) 
  -  Mezzogiorno in famiglia (Rai 2, 1993-1996) 
  -  Pomeriggio in famiglia (Rai 2, 1993-1994)
- Festival di Sanremo (Rai 1, 1993, 1995)  inviata
- Scommettiamo che...? (Rai 1, 1994) inviata
- LunedìFilm (Rai 1, 1994-1995)
- Raidue per voi (Rai 2, 1994)
- L'amore più grande (Rai 1, 1995)
- Cibolandia - Ovvero la storia della tavola (Rai 2, 1996) inviata
- Giornata mondiale del sacerdozio (Rai 1, 1996)
- Angeli sotto le stelle (Rai 1, 1996)
- Festival di Castrocaro (Rai 1, 1996, 2003-2004; Rai 2, 2021)
- Zecchino d'Oro (Rai 1, 1996)
- Campioni del circo - Gran Premio Internazionale 1996 (Rete 4, 1996)
- Buon Natale a tutto il mondo - Speciale Banda dello Zecchino (Rai 1, 1996)
- Giostra di Capodanno (Rai International, 1996)
- Aspettando Beautiful (Canale 5, 1997)
- La festa della mamma (Rai 1, 1997)
- Concerto della banda della Guardia di Finanza (Rai 1, 1997)
- Forum (Rete 4, 1997-2003)
  -  Forum di sera (Rete 4, 1998-2000) 
  -  Galà di Forum (Rete 4, 1998) 
  -  Forum d'Estate (Rete 4, 1999)
- Sogno Italiano - Premio Andersen (Rete 4, 1998)
- Tennis per amore (Canale 5, 1998)
- Questione di feeling (Rete 4, 1999)
- Canzoni sotto l'albero (Canale 5, 1999-2000)
- Amici a 4 zampe (Rete 4, 2001)
- Salto nel buio (Rete 4, 2001)
- I sette vizi capitali (Rete 4, 2002)
- Sfilata d'amore e moda (Rete 4, 2003)
- Al posto tuo (Rai 2, 2003-2005)
- XXIX Valentino d'Oro (Rai 2, 2004)
- Sanremo Estate (Rai 1, 2004)
- La notte delle sirene (Rai 2, 2004)
- La talpa (Rai 2, 2004; Italia 1, 2005, 2008)
- Verissimo (Canale 5, 2006)
- Buona Domenica (Canale 5, 2006-2008)
- Il momento della verità (Italia 1, 2008)
- Questa Domenica (Canale 5, 2008-2009)
- Questo Capodanno (Canale 5, 2008-2009)
- La fattoria (Canale 5, 2009)
- ParaOlimpiadi (Sky Uno, 2009)
- Lo show dei record (Canale 5, 2010)
- Wind Music Awards (Italia 1, 2010)
- Se... a casa di Paola (Rai 1, 2010-2011; Nove dal 2025)
- Attenti a quei due - La sfida (Rai 1, 2012; Disney+ dal 2026)
- Superbrain - Le supermenti (Rai 1, 2012-2013, 2018-2019)
- Eroi di tutti i giorni (Rai 1, 2013; Paramount+ dal 2025)
- La vita in diretta (Rai 1, 2013-2014)
  -  Italia in diretta (Rai 1, 2013-2014)
- Domenica in (Rai 1, 2014-2016)
- Così lontani così vicini (Rai 1, 2014-2015)
- Il dono (Rai 1, 2015-2016; Netflix dal 2025)
- Parliamone... sabato (Rai 1, 2016-2017; Tv8 dal 2025)
- Premio Bellisario (Rai 2, 2018; Rai 1, 2019)
- Non disturbare (Rai 1, 2018-2019; Prime Video dal 2025)
- Il filo rosso (Rai 2, 2020-2021)
- Senato & Cultura - Musica sacra (Rai 5, 2021)
- Citofonare Rai 2 (Rai 2, 2021-2025)
- Senato & Cultura - Premio al Volontariato 2020-2021 (Rai 2, 2021)
- Le donne nei lager nazisti (Rai 2, 2022)
- Telethon (Rai 1, Rai 2, 2022-2024)
- Ballando con le stelle (Rai 1, 2023) - concorrente

## Filmografia
- Distretto di Polizia – serie TV, episodio 10x06 (2010)
- L'una e l'altra, regia di Gianfranco Albano – film TV (2012)

## Radio
- Al posto del cuore (Rai Radio 2, 2018)
- Il momento migliore (Rai Radio 2, 2021-2023)
- Touchè (Rai Radio 2, dal 2023)

## Pubblicità
- Intimo Gaja (1984)
- Scopa a vapore Elwatt vapor Sprint (1985)
- Collant Levante (1987)
- Concorso SuperBingo Italia (1987)
- Kinder&Ferrero promozione Vinci Campione (1989)
- Campagna solidale UNHCR (1999)
- Telefonia Wind promozione Super Summer Ricarica (2010)[65]
- Campagna solidale La gardenia AISM (2013)
- PoltroneeSofà (2023)

## Libri
- Dietro le quinte delle mie paure. Come gli attacchi di panico mi hanno cambiato la vita, Segrate, Edizioni Piemme, 2020, ISBN 9788856675351.